# Нова, Хезер
Хезер Но́ва (англ. Heather Nova, урождённая Хе́зер Э́ллисон Фрэт, Heather Allison Frith; род. 6 июля 1967) — бермудская певица и поэтесса, автор и исполнитель песен преимущественно в жанре фолк-поп.

## Детство
Родилась 6 июля 1967 года на Бермудских островах. Мать — канадка, отец — бермудец, сестра Сюзанна и брат по имени Мишка. Родители придерживались нетрадиционных приемов в воспитании детей, вследствие чего отец Хезер решил продать свой дом, оставить работу архитектора и, оснастив сорокафутовую яхту, семья пустилась в плавание по Карибским островам.
С того момента, Хизер отыграла более 600 концертов, продала более 2 миллионов альбомов и имеет более 30 лет карьеры в музыкальной индустрии.
Нова начала играть на гитаре и скрипке в раннем возрасте, написав свою первую песню, в 12 лет. Поступила в Школу дизайна Род-Айленда (RISD), где в 1989 году обучалась мастерству киноиндустрии. Она также обучалась на уроках поэзии и писала музыку к фильмам. Но написание песен приносило ей больше счастья.

## Карьера
После окончания школы дизайна в Род-Айленде, Нова переехала в Лондон, место, которое она называла своим домом в течение двенадцати лет (она приобрела там британское гражданство из-за своего бермудского происхождения). В 1990 году она выпустила свою первую запись «Heather Frith» , EP; пока ещё не сменив имя. Новое имя дебютировало в 1993 году с её вторым EP под названием «Spirit in You» и её первым полноценным альбомом, получившим признание критиков «Glow Stars», спродюсированным Феликсом Тодом, после того как его обнаружил менеджер лейбла «Big Cat» Стивен Эбботт. Успех альбома привел к тому, что в том же году она записала и выпустила свой первый концертный альбом «Blow».
В 1994 году она выпустила свой «огненный» альбом «Oyster» , продюсером которого выступили Мартин Гловер «Youth» и Феликс Тод, два года гастролировала. Другой концертный альбом, «Live From The Milky Way», был выпущен в 1995 году. «Siren», последовавший за «Oyster» из-за хитового сингла «London Rain», был выпущен в 1998 году, после чего она присоединилась к Саре Маклахлан и другим музыкантам в Северной Америке.
После выпуска альбома Siren и мирового турне, Нова взяла перерыв, различные телешоу и саундтреки к фильмам лицензировали некоторые из её песен, а её звукозаписывающая компания (Sony Records / The WORK Group) выпустила различные синглы с альбома, которые пользовались не очень большой популярностью. Также в это время она записала кавер-версию песни " Мрачное воскресенье " для немецкой драмы о Второй мировой войне « Ein Lied von Liebe und Tod».(выпущен под международным названием « Мрачное воскресенье»). В 2000 году Nova выпустила ещё один концертный альбом под названием «Wonderlust» .

## Дискография

### Альбомы
- Glow Stars (1993)
- Oyster (1994)
- Siren (1998)
- South (2001)
- Storm (2003)
- Redbird (2005)
- The Jasmine Flower (2008)
- 300 Days At Sea (2012)
- The Way It Feels (2015)
- Pearl (2019)